# Gejjegondanahalli, Tarikere
Gejjegondanahalli là một làng thuộc tehsil Tarikere, huyện Chikmagalur, bang Karnataka, Ấn Độ.